# Simicskó István
Simicskó István (Tiszalök, 1961. november 29. –) magyar politikus, országgyűlési képviselő, közszolgálati egyetemi tanár, jogász, közgazdász, harcművész. 2015 és 2018 között a harmadik Orbán-kormány honvédelmi minisztere, 2020 júliusától a Kereszténydemokrata Néppárt frakcióvezetője.

## Tanulmányai
1980-ban érettségizett a Jedlik Ányos Gimnáziumban, Csepelen. 1981-ben felvették a Kereskedelmi és Vendéglátóipari Főiskolára, ahol 1985-ben  kereskedelmi üzemgazdász diplomát szerzett. 1996-ban jogi szakokleveles közgazdász képesítést szerzett az Eötvös Loránd Tudományegyetem Jogi Továbbképző Intézetében. 1997-ben felvételt nyert az Eötvös Loránd Tudományegyetem Állami- és Jogtudományi Karára, ahol 2002-ben jogi doktorátust szerzett. 2009-ben PhD-fokozatot szerzett hadtudományból a Zrínyi Miklós Nemzetvédelmi Egyetemen summa cum laude minősítéssel. 2016-ban elvégezte a Pázmány Péter Katolikus Egyetem sportjogi szakjogász képzését. 2021-ben állam- és jogtudományból habilitált a Károli Gáspár Református Egyetemen. 
1993 óta a Magyar Hadtudományi Társaság tagja, 1995-től a Kispesti Polgári Klub, valamint a Hadik András Biztonságpolitikai Klub vezetője. 2008-tól a Parlamenti Sport Egyesület alelnöke. 2010-től a Budapesti Honvéd Sport Egyesület társadalmi elnöke. 
A Károli Gáspár Református Egyetemen, a Nemzeti Közszolgálati Egyetemen és a Milton Friedman Egyetemen tanít egyetemi tanárként.

## Politikai pályafutása
1991-ben lépett be a Kereszténydemokrata Néppártba. 1994-ben a párt kispesti elnöke és az országos elnökség tagja lett. Az 1997-es pártszakadás előtt kilépett a pártból és átment a Fidesz-MKDSZ-hez. Az 1998-as országgyűlési választáson a Fidesz budapesti területi listájáról szerzett mandátumot, ezt követően pedig a honvédelmi bizottság alelnökévé és a frakció helyettes vezetőjévé választották.
2000-ben politikai államtitkár lett a polgári nemzetbiztonsági szolgálatokat irányító tárca nélküli miniszter, Demeter Ervin vezetése alatt. Posztját 2002-ig, a ciklus végéig viselte. 2001-ben a Fidesz kispesti szervezetének elnökévé választották, 1999-ben az országos választmány tagja lett, melynek 2001-ben lett alelnökévé lépett elő.
2002-ben a Fidesz és az MDF közös budapesti területi listájáról szerzett mandátumot. A ciklusban rövid megszakítással a honvédelmi bizottság alelnöke, és a frakció helyettes vezetője volt. 2003. áprilisban Simicskó volt az egyetlen országgyűlési képviselő, aki nemmel szavazott arra a határozatra, amely felhatalmazást adott a Medgyessy-kormánynak az uniós csatlakozási szerződés aláírására a népszavazás után. Simicskó a szavazás után a csatlakozás körüli "sok kérdőjelre és hézagra" hivatkozott, amiért elutasította a határozatot.
A KDNP újjáalakulásakor újra csatlakozott a pártjához, de a kettős tagság folytán folytonos tagja maradt a Fidesznek is. 2006-ban a Fidesz és a KDNP közös budapesti területi listájáról szerzett mandátumot, ezt követően a KDNP-frakcióhoz csatlakozott, majd annak vezetőhelyettesévé és a nemzetbiztonsági bizottság elnökévé választották. Később ő lett a párt alelnöke. Az Országgyűlés elfogadta a 2003-ban az általa benyújtott határozati javaslatot az őshonos magyar állatfajták nemzeti kinccsé való nyilvánításáról, 2008-ban pedig a hungarikumok védelméről szóló határozati javaslatot. Kezdeményezésére lett Máriapócs nemzeti kegyhely. 
2010-ben Budapest 16-os számú egyéni választókörzetében szerzett parlamenti mandátumot. 2010. június 2. és 2012. október 7. között a Honvédelmi Minisztérium parlamenti államtitkáraként dolgozott, majd október 8-tól az Emberi Erőforrások Minisztériumában sportért és ifjúságért felelős államtitkár lett. 2012 óta a Hungarikum Bizottság tagja. 
2014-ben Budapest 2-es számú egyéni választókörzetében szerzett parlamenti mandátumot és ismét sportért felelős államtitkári kinevezést kapott. 2015-ben honvédelmi miniszterré nevezték ki. Hivatali ideje alatt sikeresen vezényelte le a déli határzár felépítését. 2016. december 20-án meghirdette a Zrínyi Honvédelmi és Haderőfejlesztési Programot, a Magyar Honvédség haderőfejlesztési programját, amelynek a technikai fejlesztésen túl a területvédelmi elven szervezett tartalékos rendszer kiépítése, a kadétképzés elindítása és a Honvédelmi Sportközpontok kiépítése is része. 
2018-ban a Budapesti 2. egyéni választókörzetben ismét megválasztották képviselőnek. 2018 májusában a Honvédelmi Sportszövetség elnöke lett. 2018 és 2020 között a hazafias és honvédelmi nevelésért, valamint az ezzel összefüggő beruházásokért felelős kormánybiztos volt. 
2020. július 15-től Simicskó István a KDNP frakcióvezetője.
2022 májusában a Magyar Öttusaszövetség elnöke lett. Ezt a posztját 2023. október 15-ig töltötte be.
2023 augusztusától a Magyar Ebtenyésztők Országos Egyesületeinek Szövetségének elnökségi tagja.

## Hobbija
- Szabadidejében a Leung Ting Wing Tsun kungfu keleti harcművészettel foglalkozik, jelenleg „ötödik mesterfokozattal” rendelkezik.
- Állatbarát, az őshonos, magyar kutyafajták megmentésének ismert szószólója
- Ikonokat fest

## Kötetei
- Nemzeti értékeink védelmében; KDNP Országgyűlési Képviselőcsoportja, Bp., 2008 (Kereszténység és közélet)
- Nemzeti önbecsülésünkért a törvényhozásban; KDNP Országgyűlési Képviselőcsoportja, Bp., 2014 (Kereszténység és közélet)
- A családhoz tartozó (Canis Lupus Familiaris): Gondolatok a kutyáról, Budapest, Magyarország: Magyar Mercurius (2020)